# مین (واحد پول یا وزن)
مین (به یونانی: μνᾶ) یکای وزنی معادل ۶۰ شِکِل بود که در دورهٔ باستان، در خاور نزدیک رواج داشت. همچون شِکِل، مین نیز یکای پول بود؛ در یونان باستان، هر شکل معادل ۱۰۰ دراخمای یونان بود.

## تصاویر

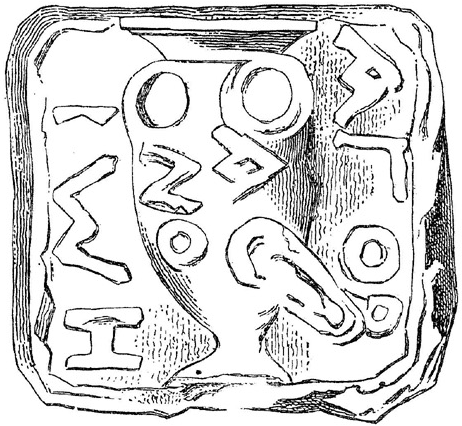
مین آتن.
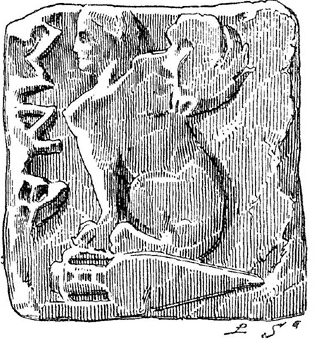
مین خیوس.
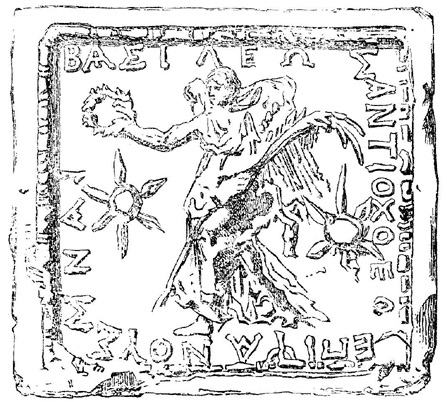
مین آنتیوخوس چهارم.
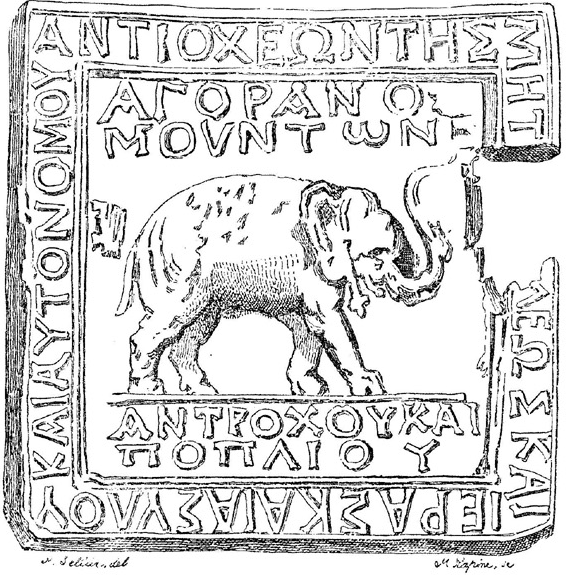
مین انطاکیه.